# Criophthona triplex
Criophthona triplex là một loài bướm đêm trong họ Crambidae.